# Мининг
Мининг (нем. Mining) — коммуна (нем. Gemeinde) в Австрии, в федеральной земле Верхняя Австрия.
Входит в состав округа Браунау-на-Инне.  Население составляет 1151 человек (на 31 декабря 2005 года). Занимает площадь 16,56 км².

## Политическая ситуация
Бургомистр коммуны — Инг. Гюнтер Хазиведер по результатам выборов 2003 года.
Совет представителей коммуны (нем. Gemeinderat) состоит из 19 мест.
- АНП занимает 11 мест.
- СДПА занимает 7 мест.
- АПС занимает 1 место.